# 鄭晟河
鄭晟河（韓語：정성하，1996年9月2日—），韩国指弹吉他手，在官方公佈漢字名之前，一般稱其爲鄭成河。
他於2006年透過YouTube上传自己的影片而闻名于世。他通常需三天时间来学习一首新歌并完成编曲，随后将录制好的影片上传至YouTube。风格以蓝调为主，也会翻弹经改编后为蓝调的歌曲，擅长利用吉他模擬出打击乐器的效果。郑晟河并非出身于音乐世家，而是自学成才。与Jason Mraz、汤米·艾曼纽、押尾桑、Ulli Bögershausen和Trace Bundy等大师合作过。
2008年，小野洋子发现了他的演奏影片后，在博客内赞赏有加，使他人气飙升。2009年2月在首尔开办首场音乐会，目前已出版两张专辑《Perfect Blue》和《Irony》。在第二张专辑中郑晟河有自己原创的作品出现。

## 個人簡介
在看了其父親彈吉他以後，鄭晟河也開始接觸吉他。他剛開始學的是鋼琴，因為感覺他父親彈吉他很棒，後來發現彈鋼琴有些乏味。 晟河的爸爸教他學習吉他的基礎。在學了基礎知識以後，晟河嘗試去彈奏他所聽到的音樂，由此他的吉他技術突飛猛進。當他還在努力利用網路上的影片學習吉他時，他的父親在網路上發現了指彈吉他風格。晟河的第一個吉他偶像是押尾光太郎，這也令他對指彈風格興趣大增。剛開始時，晟河的祖母和母親都不滿意他和他父親彈吉他時發出來的“噪音”，但是後來她們發現這其實是晟河的天賦。當晟河在網上發布了他的第一個吉他影片之後，他很快得到了許多粉絲，晟河向觀眾尋求對他吉他演奏的意見。鄭晟河的翻彈加勒比海盜主題曲，到目前為止已經超過了6千2百萬次播放，這令他在網上造成不少轟動。同時也引起了一部份世界知名吉他演奏家的注意，尤其在看了晟河翻彈自己的曲子後，都感覺十分令人贊嘆。在此之後，晟河也多次與大師們同台演奏。鄭晟河曾師從著名的日本爵士吉他演奏家畑 秀司 (Hata Shuji)。 在接受了德國名家Ulli Bögershausen的指導後，晟河學到了許多關於作曲和編曲的知識，他也把Ulli當成啟發自己音樂靈感的人。 在一個影片中，鄭晟河向那些喜歡他指彈風格並想學習的人們推薦“全耳練習法”。除了民謠吉他和古典吉他，鄭晟河的YOUTUBE頻道也包含他彈12弦吉他，電吉他，烏克麗麗，6弦豎琴烏克麗麗。 他在曼谷的音樂會上演唱了"why Georgia"。 除了韓語之外，為了在國外開演奏時方便交流， 鄭晟河又學习了英文 。

## 演出
- 2010年，晟河翻彈了Narsha同名專輯中的精選「I'm in love 」。
- 2011年，他與Trace Bundy在美國進行了巡演/也在日本和斯堪的納維亞半島進行了巡回演出並出演電影《可疑的顧客們》，在劇中飾演安素研的弟弟。
- 2012年，他與2NE1組合一起合作，創造了木吉他版本的「Lonely」和「I love u」。
- 2012下半年，他與Bigbang組合的權志龍同臺演出「That XX」並到中國進行巡回演出。
- 2013年，在翻彈了Jason Mraz的「I'm yours」之後，Jason對他贊不絕口更是稱晟河為自己的吉他英雄。

## 專輯
- Perfect Blue (6月, 2010)
- Irony (9月, 2011)
- The Duets (12月, 2012)
- Paint It Acoustic (4月, 2013)
- Monologue (4月, 2014)
- Two of me (5月, 2015)
- L'Atelier (4月, 2016)
- Mixtape (5月, 2017)
- Andante (5月, 2018)
- Poetry (8月, 2022)
- All the best (8月，2024)

## 綜藝節目
- 2012年：tvN《白智妍的People Inside》

## 電影
- 2011年：《可疑的顧客們》

## 外部連結
- （英文） Sungha Jung官方網站 （页面存档备份，存于）
- （英文） Sungha Jung官方Youtube （页面存档备份，存于）
-  官方Twitter （页面存档备份，存于）
- （英文） Facebook （页面存档备份，存于）
- 鄭晟河的Instagram帳戶
- 新浪微博 （页面存档备份，存于）
- 鄭晟河的哔哩哔哩个人空间